# روتينو
روتينو هي بلدة وكومونا تقع في مقاطعة ساليرنو، كامبانيا جنوب غرب إيطاليا.